# Station Boven Hardinxveld
Station Boven Hardinxveld is een Nederlands treinstation aan de MerwedeLingelijn, onderdeel van de Betuwelijn, tussen de stations Gorinchem en Hardinxveld-Giessendam, bij de plaats Boven-Hardinxveld. Qbuzz rijdt van Geldermalsen naar Dordrecht met moderne lightrailvoertuigen van het type Spurt, in het begin nog gehuurd van Arriva. Het station ligt ingeklemd tussen de Betuweroute en de snelweg A15 en is vanuit Boven-Hardinxveld alleen via de Koningin Wilhelminalaan bereikbaar.

## Geschiedenis
Het station opende op 16 juli 1885 als stopplaats Buldersteeg. Het werd hernoemd naar Boven Hardinxveld op 15 mei 1927. Op 15 mei 1934 werd de stopplaats gesloten. Het duurde tot 2012 voordat er op deze locatie weer een station kwam.

## Naamgeving
Hoewel de plaatsnaam Boven-Hardinxveld luidt (met streepje), heet het station Boven Hardinxveld (zonder streepje). Het streepje is bij Nederlandse stations namelijk gereserveerd voor stationsnamen die uit twee plaatsnamen bestaan (e.g. Driebergen-Zeist).

## Bediening
Het station wordt in de dienstregeling 2025 door de volgende treinseries bediend:
| Serie | Treinsoort        | Route                                                    | Bijzonderheden                                                           |
| ----- | ----------------- | -------------------------------------------------------- | ------------------------------------------------------------------------ |
| 7100  | Stoptrein (Qbuzz) | Dordrecht – Boven Hardinxveld – Gorinchem                | Rijdt onder de formule van R-net. Stopt niet in Hardinxveld Blauwe Zoom. |
| 7200  | Stoptrein (Qbuzz) | Dordrecht – Boven Hardinxveld – Gorinchem – Geldermalsen | Rijdt onder de formule van R-net.                                        |

## Foto's

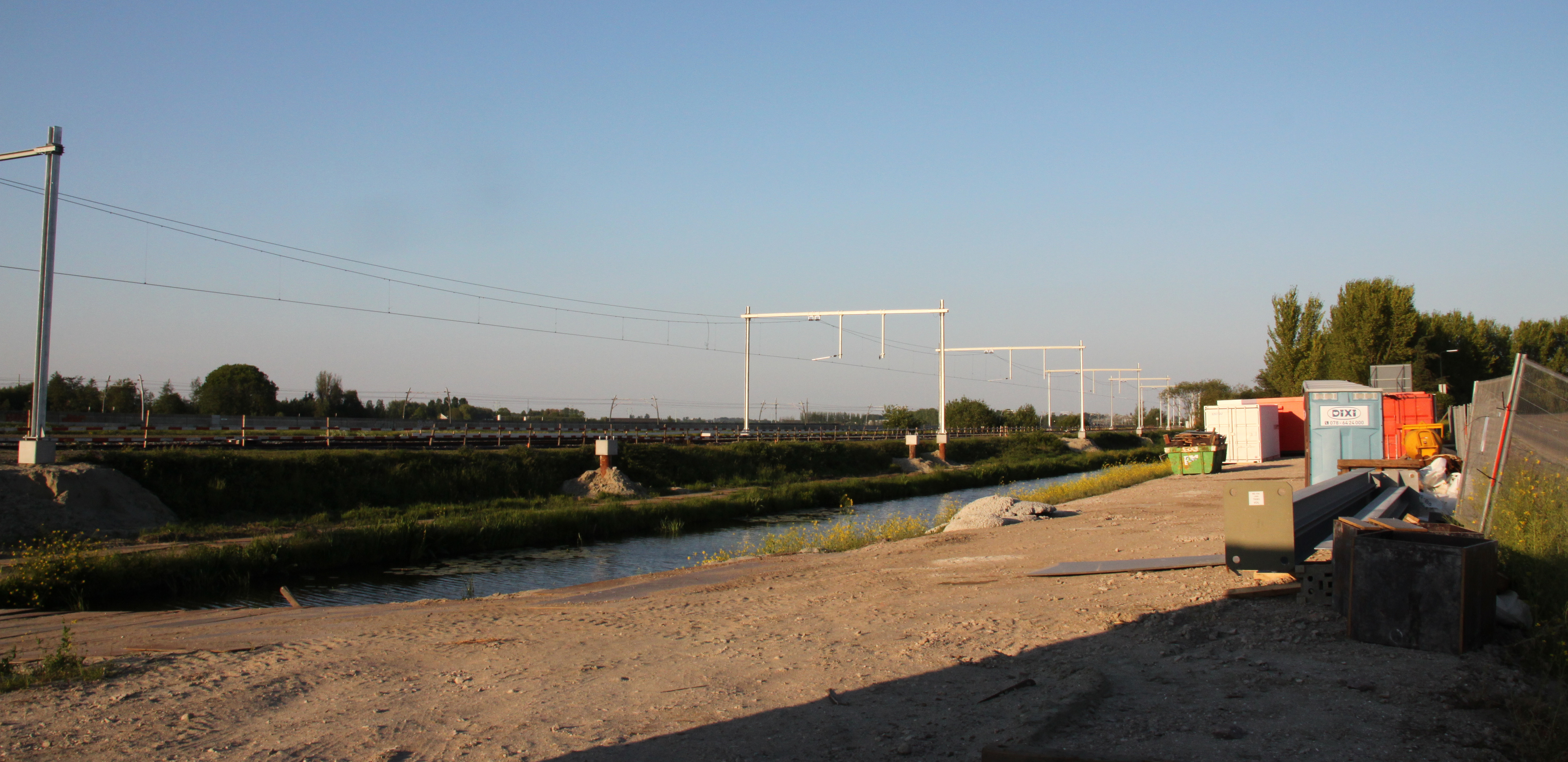
Het station Boven Hardinxveld in aanbouw.
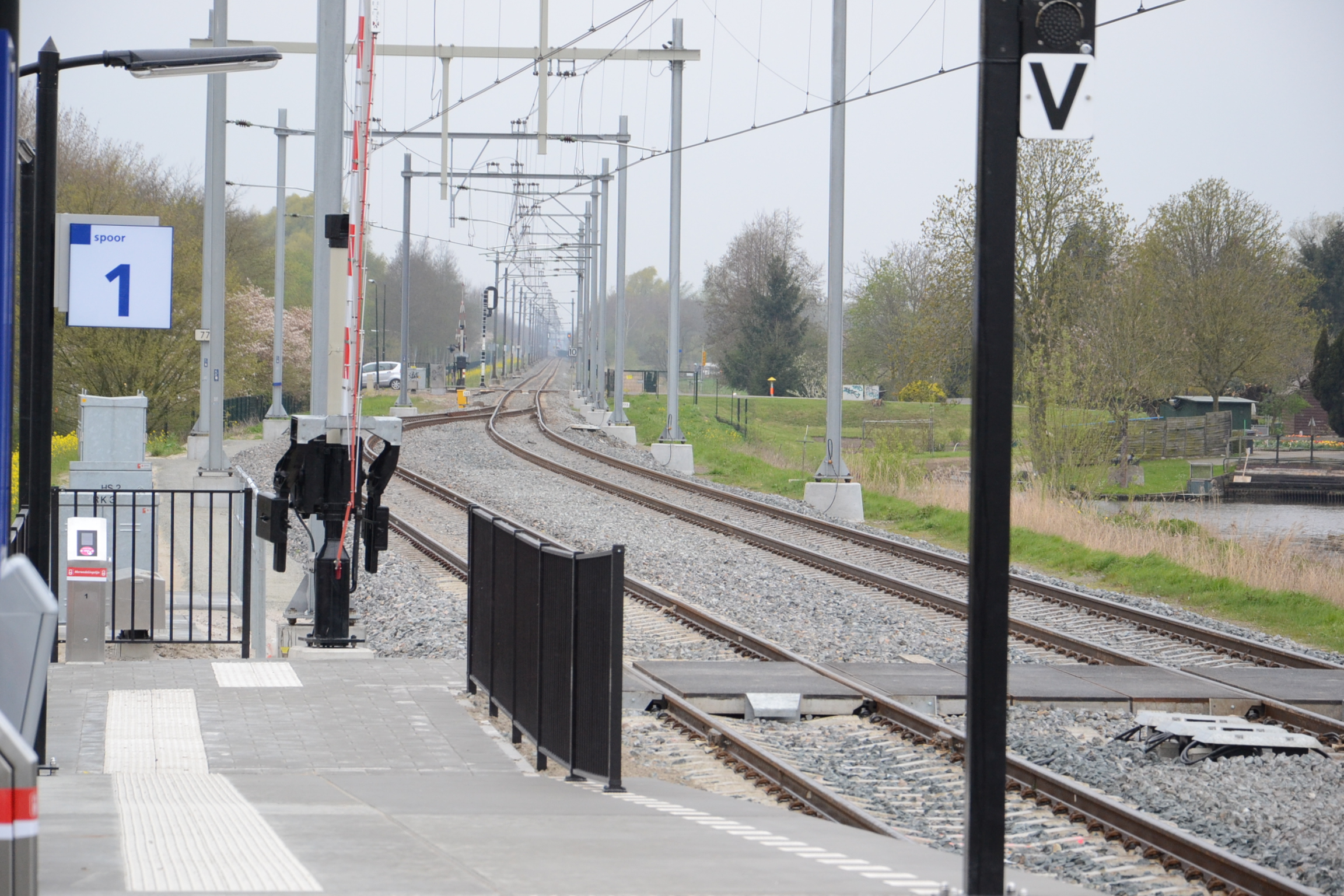
Perron 1 en overgang van dubbel naar enkelspoor
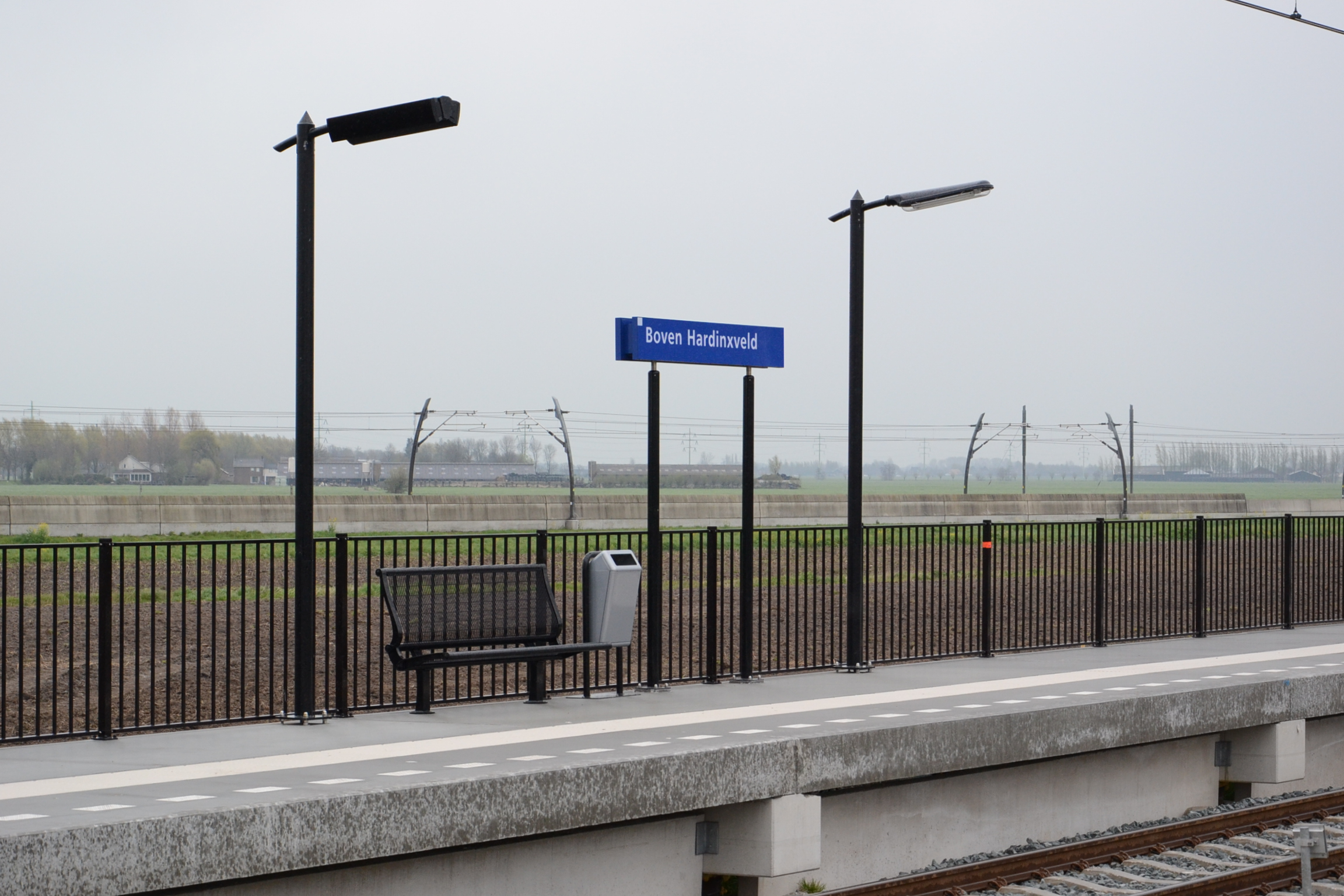
Naambord van het station op perron 2
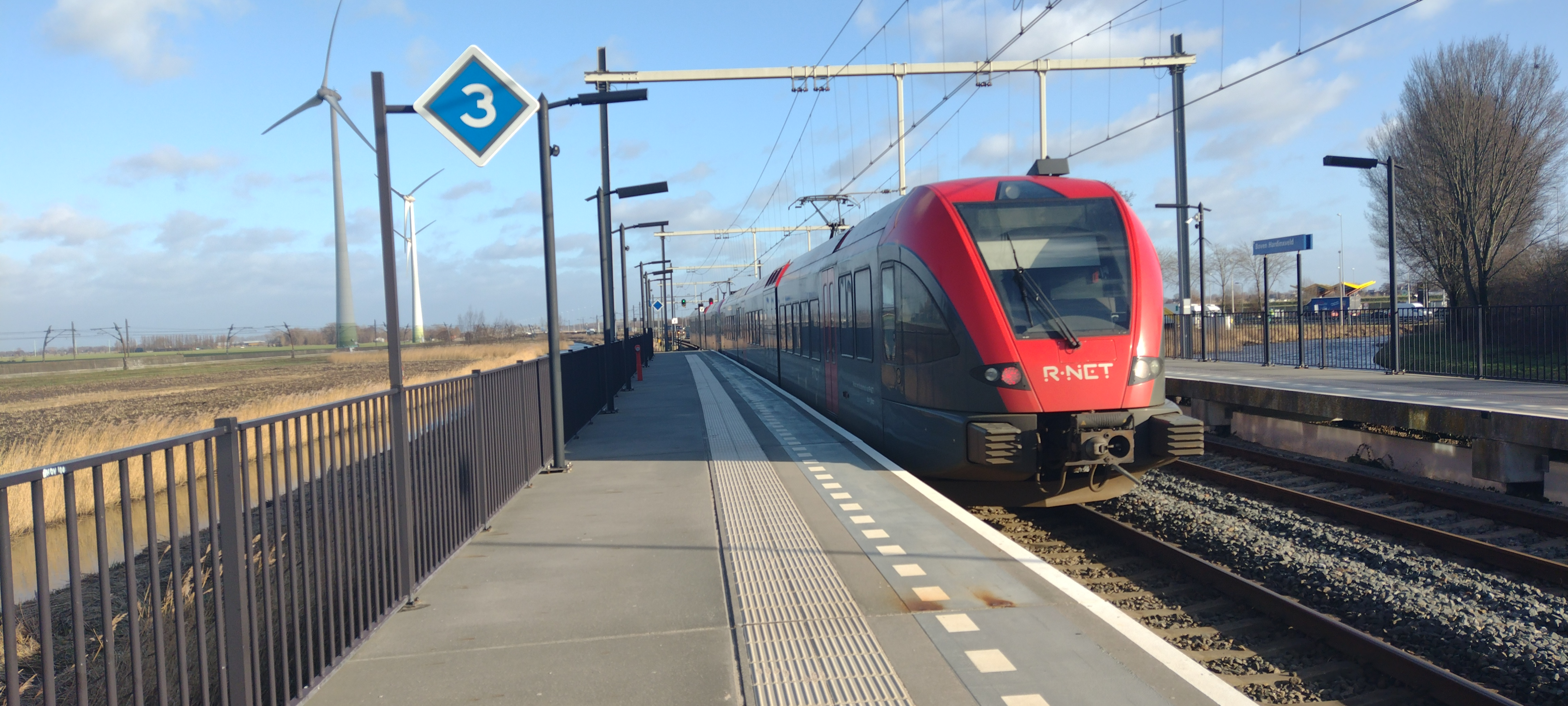
GTW van Qbuzz (in R-net huisstijl) op het station

0: Elst ·
1: Vork ·
6: Valburg ·
11: Zetten-Andelst ·
15: Hemmen-Dodewaard ·
17: Opheusden ·
21: Kesteren ·
25: Schaapsteeg ·
27: Echteld ·
33: Tiel ·
35: Tiel Passewaaij ·
37: Wadenoijen ·
41: Utrechtsche Straatweg ·
45: Geldermalsen ·
51: Beesd ·
55: Rhenoy ·
58: Leerdam ·
66: Arkel ·
Gorinchem Noord ·
71: Gorinchem ·
73: Schelluinen ·
75: Giessen-Nieuwkerk ·
77: Boven Hardinxveld ·
78: Hardinxveld-Giessendam (1885) ·
79: Hardinxveld-Giessendam (1957) ·
80: Gasfabriek ·
Hardinxveld Blauwe Zoom ·
84: Sliedrecht ·
87: Sliedrecht Baanhoek ·
90: 't Visschertje ·
91: Dordrecht Stadspolders ·
94: Dordrecht
Alphen a/d Rijn ·
Arkel · 
Barendrecht · 
Bodegraven · 
Boskoop · 
-Snijdelwijk · 
Boven Hardinxveld · 
Capelle Schollevaar · 
De Vink · 
Delft · 
-Campus · 
Den Haag:
-Centraal · 
-HS ·
-Laan van NOI · 
-Mariahoeve · 
-Moerwijk · 
-Ypenburg · 
Dordrecht · 
-Stadspolders ·
-Zuid ·
Gorinchem · 
Gouda · 
-Goverwelle · 
Hardinxveld:
-Blauwe Zoom · 
-Giessendam · 
Hillegom · 
Lansingerland-Zoetermeer · 
Leiden:
-Centraal · 
-Lammenschans · 
Nieuwerkerk a/d IJssel · 
Rijswijk · 
Rotterdam:
-Alexander · 
-Blaak · 
-Centraal · 
-Lombardijen · 
-Noord · 
-Stadion · 
-Zuid · 
Sassenheim · 
Schiedam Centrum · 
Sliedrecht · 
-Baanhoek · 
Voorburg · 
Voorhout · 
Voorschoten ·
Waddinxveen · 
-Noord ·
-Triangel ·
Zoetermeer · 
-Oost · 
Zwijndrecht
Geplande stations:
Gorinchem Noord · Hazerswoude-Koudekerk · Schiedam Kethel
Voormalige stations: zie de lijst van voormalige spoorwegstations in Zuid-Holland